# Aceraius jenisi
Aceraius jenisi es una especie de coleóptero de la familia Passalidae.

## Distribución geográfica
Habita en la isla de Borneo (Malasia).